# Josep Joaquim Thous i Orts
Josep Joaquim Thous i Orts (Benidorm, 1839 - València, 1893) fou un periodista valencià.
Va ingressar en l'exèrcit i va participar, com a voluntari, en la Guerra d'Àfrica. Va prendre part en la Tercera Guerra Carlina a favor del pretendent Carles VII amb el grau de coronel.
L'any 1877 va dirigir amb el seu germà, Gaspar Thous i Orts, el periòdic valencià La Unión Católica (1877-1881), i després La Señera (1880), El Almogávar (1881) i El Zuavo (1881-1884), periòdic ultramontà d'ideologia tradicionalista carlina, però partidari de la política catòlica possibilista i contrari al corrent integrista de Cándido Nocedal i el seu diari El Siglo Futuro. Dirigí també a València La Vanguardia (1887) i participà en la fundació del setmanari satíric El Palleter (1888-90).
Fou pare de Maximilià Thous i Orts, autor de l'himne valencià.